# خمسة (تعويذ)

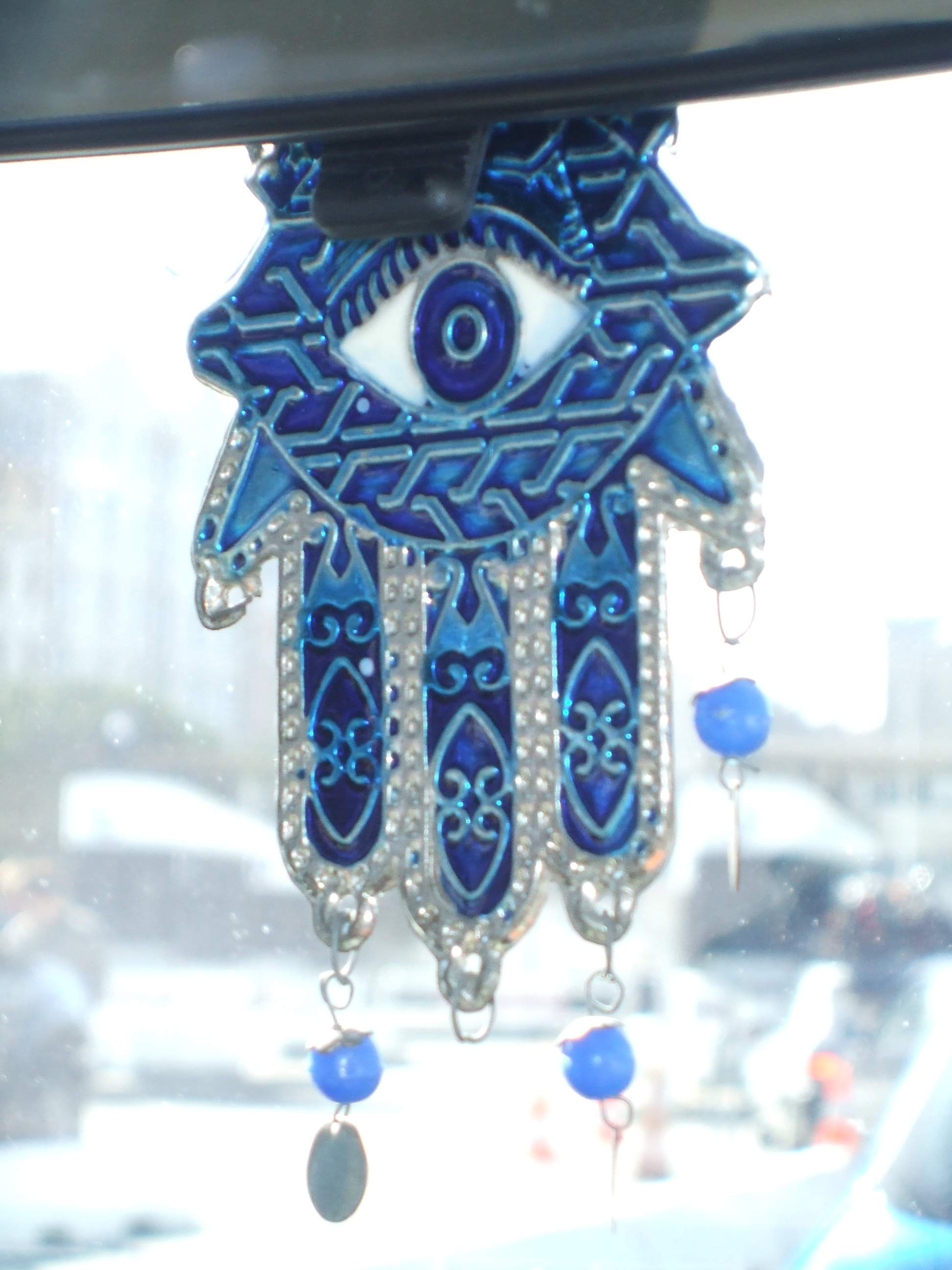
خمسة تونسية

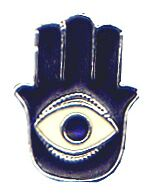
خمسة

خمسة أو خمسة وخميسة أو يد فاطمة (بالعبرية: חמסה) هي رمز يهودي يستخدم كتعويذة لدرء الحسد والسحر. وهي نوع من التمائم، وهي موجودة في التراث اليهودي والمسيحي كما أنها منتشرة في منطقة الشرق الأوسط وشمال أفريقيا وعند بعض المسلمين، إلا أنها تعتبر عند البعض نوعا من الشعوذة. لخمسة وخميسة تسميات أخرى مثل يد فاطمة نسبة إلى فاطمة الزهراء في حين أن اليهود يسمونها يد مريم نسبة إلى مريم أخت هارون وموسى كما أن المسيحيين الشرقيين يسمونها يد مريم نسبة إلى مريم العذراء. كما أن للرقم خمسة ميزة خاصة في الديانتين مثل كتب التوراة الخمسة في اليهودية وأركان الدين الخمسة في الإسلام وأصحاب الكساء الخمسة لدى الشيعة ومع هذا يعتقد بعض من علماء الآثار أن هذا الرمز يعود إلى عصور ما قبل الديانة اليهودية. والخمسة تنتشر كعلامة لحسن الحظ بين المسيحيين في منطقة الشرق الأوسط. عادة يعلق هذا الرمز على الحائط أو يلبس على شكل مجوهرات.

## وصلات خارجية
- «الخمسة» في اليهودية